# Archidiocèse de Saint Andrews et Édimbourg
L'archidiocèse de Saint Andrews et Édimbourg (en latin : archidioecesis Sancti Andreae et Edimburgensis ; en anglais : archdiocese of St Andrews and Edinburgh) est une Église particulière de l'Église catholique en Écosse.

## Territoire

### Suffragants et province ecclésiastique
Siège métropolitain, l'archidiocèse de Saint Andrews et Édimbourg a pour suffragants les quatre diocèses d'Aberdeen, d'Argyll et des Îles, de Dunkeld et de Galloway. L'ensemble forme la province ecclésiastique de Saint Andrews et Édimbourg.

## Histoire
Il était l'un des treize (puis 14 à partir de 1633) diocèses de l'Église catholique d'Écosse. C'était le second plus grand diocèse du royaume, comprenant des districts de la moitié nord : Perthshire, Angus, Kincardineshire, Stirlingshire, Clackmannanshire, Kinross, Fife, West Lothian, Mid Lothian, East Lothian, Peeblesshire, Selkirkshire, Kirkcudbrightshire, Dumfriesshire, Roxburghshire et Berwickshire
Par la bulle Triumphans Pastor Aeternus du 17 août 1472, le pape Sixte IV élève le diocèse de Saint Andrews au rang d'archidiocèse métropolitain avec, pour suffragants, les diocèses d'Aberdeen, de Brechin, de Caithness, de Dunblane, de Dunkeld, des Moray, des Orcades et de Ross.
L'Église d'Écosse rompit son allégeance à Rome en 1560, mais continue d'avoir des évêques à Glasgow par intermittence jusqu'en 1689.

### Vicariat apostolique d'Angleterre et d'Écosse
Par la lettre apostolique Ecclesia romana du 23 mars 1623, le pape Grégoire XV établit un vicariat apostolique, dont la juridiction couvre les royaumes d'Angleterre et d'Écosse, et y délègue William Bishop, évêque in partibus de Chalcédoine (de).

### Préfecture apostolique d'Écosse
Le 13 octobre 1653, le pape Innocent X érige la préfecture apostolique d'Écosse.

### Vicariat apostolique d'Écosse
Le 16 mars 1694, le pape Innocent XII élève la préfecture apostolique au rang de vicariat apostolique, sous le nom de vicariat apostolique d'Écosse.
Le 23 juillet 1727, le nombre des vicariats apostoliques en Écosse est doublé.

### Vicariat apostolique du district oriental
Par le bref Quanta laetitia du 13 février 1827, le pape Léon XII dédouble le Lowland district of Scotland en deux vicariats apostoliques : celui du district occidental et celui du district oriental.

### Archidiocèse métropolitain de Saint Andrews et Édimbourg
Par la lettre apostolique Ex supremo Apostolatus du 4 mars 1878, le pape Léon XIII rétablit la hiérarchie épiscopale en Écosse. Il élève le vicariat apostolique du district occidental au rang d'archidiocèse métropolitain, sous son nom actuel d'archidiocèse de Saint Andrews et Édimbourg.
Depuis le 2 juin 1935, l'archidiocèse est un Charity enregistré au Scottish Charity Register.
L'archevêque titulaire est aussi traditionnellement « primat d'Écosse ».

## Cathédrales

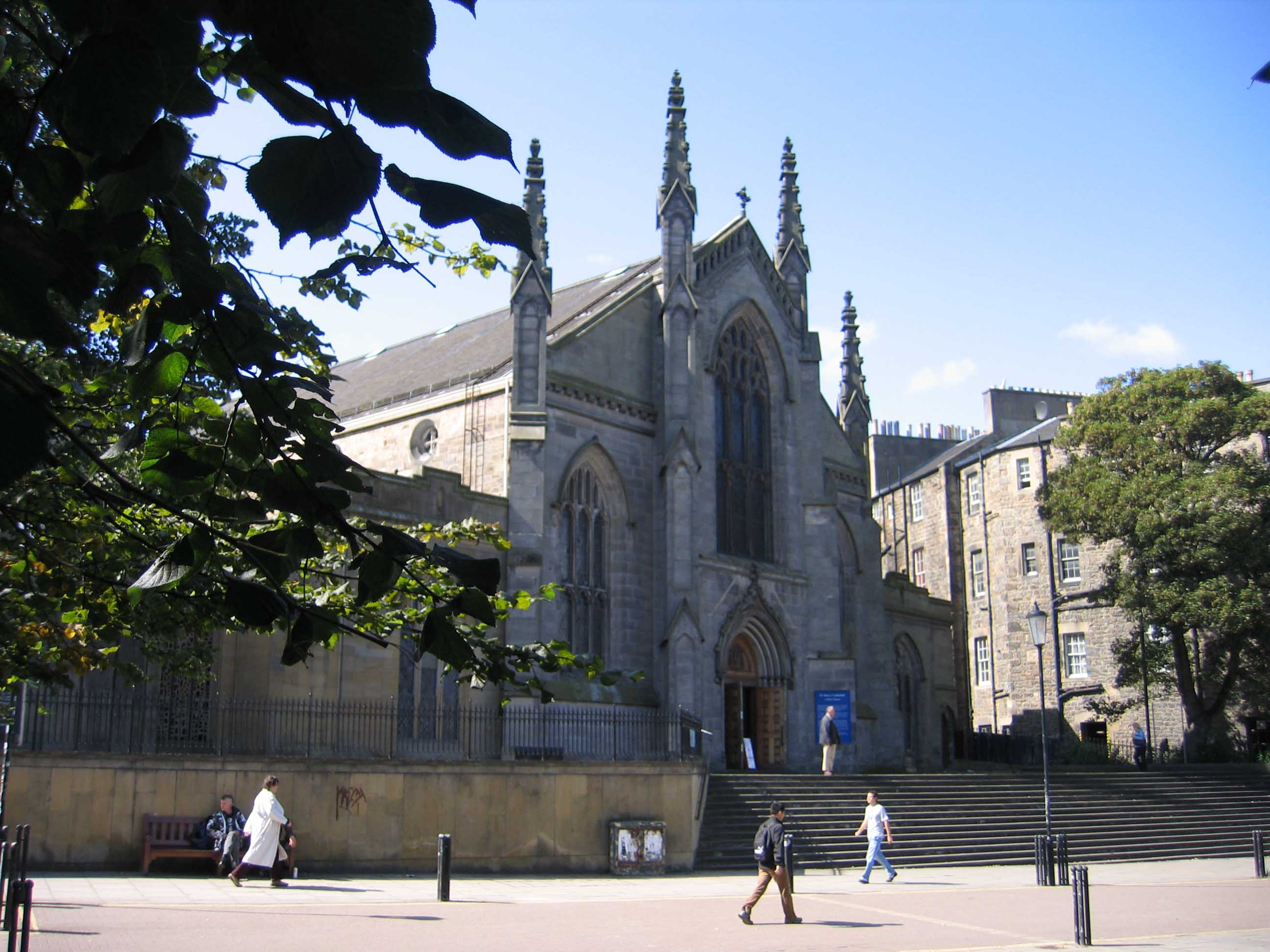
La cathédrale Sainte-Marie d'Édimbourg.

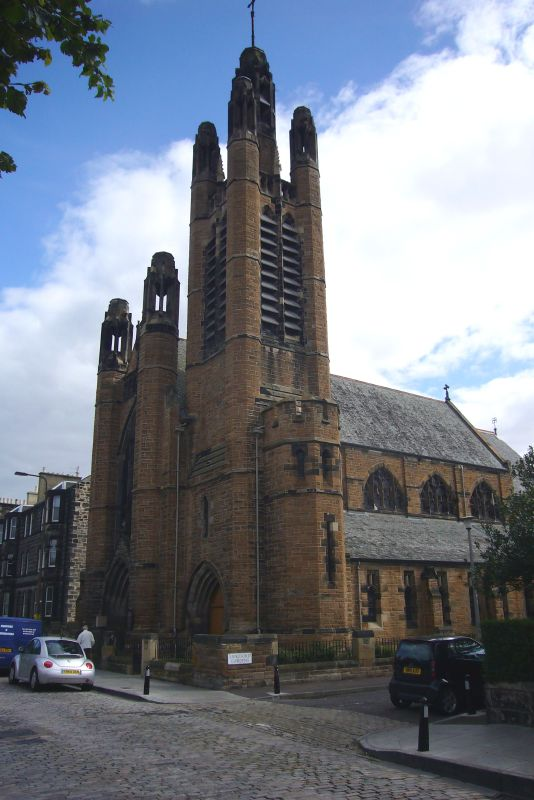
L'église Saint-Jean-l'Évangéliste de Portobello, à Édimbourg.

La cathédrale Sainte-Marie d'Édimbourg, dédiée à l'Assomption de Marie, est, depuis 1887, l'église cathédrale de l'archidiocèse.
L'ancienne cathédrale Saint-André de Saint Andrews, dédiée à l'apôtre saint André, le saint patron de l'Écosse, est aujourd'hui en ruine.

## Ordinaires

### Évêques de Saint Andrews
- 1297-1328 : William de Lamberton
- 1328-1332 : James Bane (en)
- 1332-1342 : William Bell (en)
- 1342-1385 : William de Landallis (en)
- 1385-1401 : Walter Trail (en)
- 1403-1440 : Henry Wardlaw
- 1408-1410 : John Trevor
- 1440-1465 : James Kennedy
- 1465-1472 : Patrick Graham (en)

### Archevêques métropolitains de Saint Andrews
- 1472-1478 : Patrick Graham
- 1478-1497 : William Scheves (en)
- 1497-1504 : Jacques Stuart (James Stewart)
- 1504-1513 : Alexandre Stuart (Alexander Stewart)
- 1513-1514 : Innocent Cybo
- 1515-1521 : André (Andrew) Forman
- 1522-1539 : James Beaton
- 1539-1546 : David Beaton
- 1547-1571 : John Hamilton (en)

### Préfets apostoliques d'Écosse
- 1653-1661 : William Ballantine (en)[6]
- 1662-1668 : Alexander Dunbar Winchester (en)[7]

### Vicaires apostoliques d'Écosse
- 1694-1718 : Thomas Joseph Nicolson (en)[8]
- 1718-1727 : James Gordon (en)[9]

### Vicaires apostoliques du Lowland District
- 1727-1746 : James Gordon
- 1746-1767 : Alexander Smith[10]
- 1767-1778 : James Grant (en)[11]
- 1778-1805 : George Hay[12]
- 1805-1825 : Alexander Cameron (en)[13]
- 1825-1827 : Alexander Paterson (en)[14]

### Vicaires apostoliques du Eastern District
- 1827-1831 : Alexander Paterson
- 1832-1852 : Andrew Carruthers (en)[15]
- 1852-1864 : James Gillis (en)[16]
- 1864-1878 : John Menzies Strain (en)[17]

### Archevêques métropolitains de Saint Andrews et Édimbourg
- 1878-1885 : John Menzies Strain
- 1885-1892 : William Smith (en)[18]
- 1892-1900 : Angus MacDonald (en)[19]
- 1900-1928 : James Augustine Smith[20]
- 1929-1950 : Andrew Thomas McDonald (en)[21]
- 1951-1985 : Gordon Joseph Gray[22]
- 1985-2013 : Keith Michael Patrick O'Brien[23]
- depuis 2013 : Leo Cushley (en)[24]